# Is This LOVE? (Chicago Poodleの曲)
「Is This LOVE?」（イズ・ディス・ラブ）は、Chicago Poodleの2曲目の配信限定シングル。

## 内容
ytv制作・日本テレビ系『秘密のケンミンSHOW』エンディング・テーマ、およびアルバム『GTBT』先行シングル。辻本健司は本作の歌詞について「サビの一番最初のキミ＋ボクというキーワードが浮かんできて、そこから恋愛という計算だけではどうしようもないという世界をテーマに書き広げた」とコメントしている。配信から1か月10日後には本作のプロモーションビデオが登場した。

## 収録曲
1. Is This LOVE?
作詞：辻本健司　作曲：花沢耕太　編曲：Chicago Poodle・岩倉さとし

## レコーディング参加
- 岩倉さとし - ギター
- 大賀好修 - ギター